# فينس هيل
فينس هيل (بالإنجليزية: Vince Hill)‏ هو لاعب كرة قدم أمريكية أمريكي، ولد في 22 نوفمبر 1985.

## وصلات خارجية
- فينس هيل على موقع JustSportsStats.com (الإنجليزية)